# Piedicroce

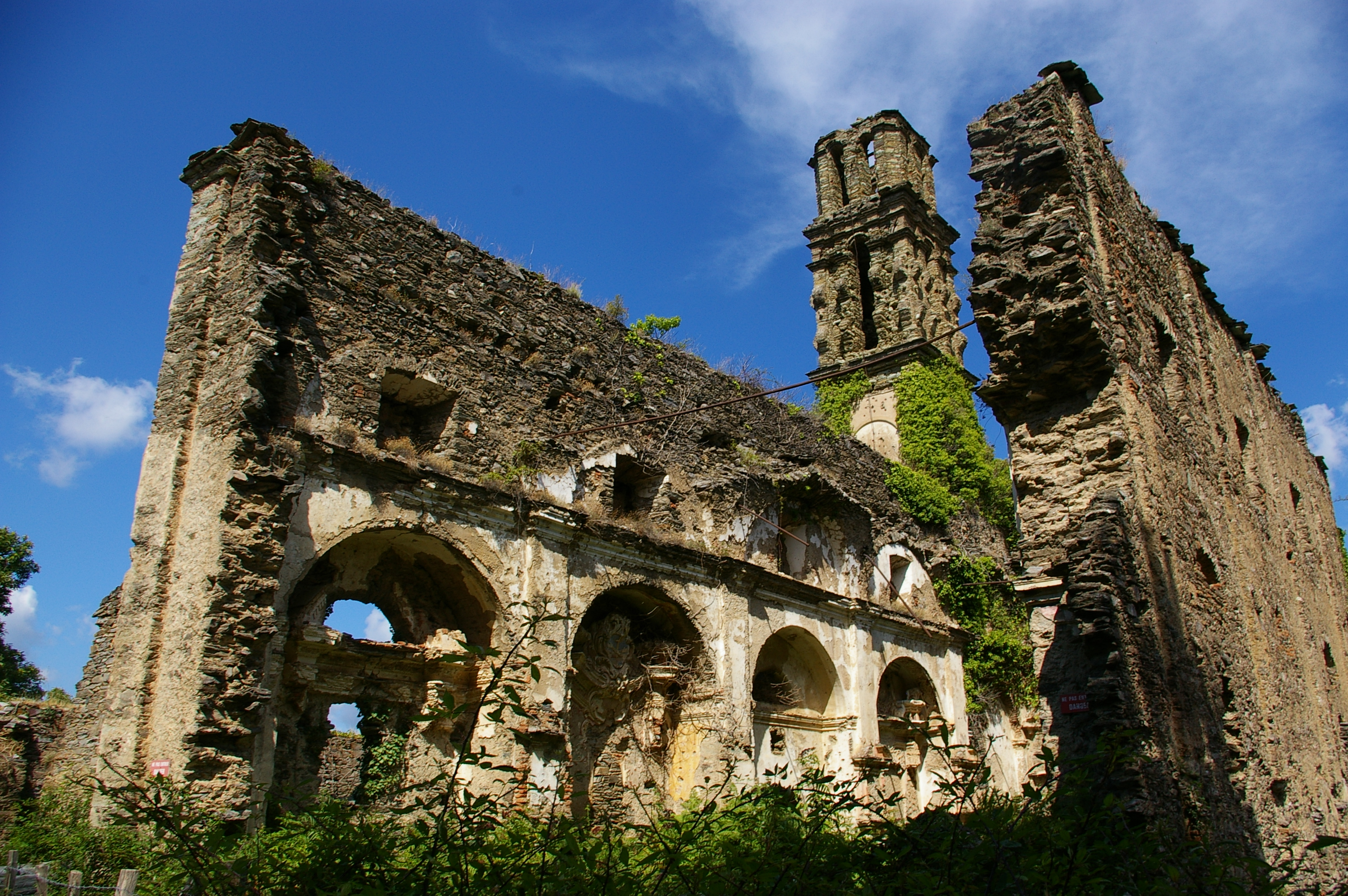
Ruinas del convento d'Orezza

Piedicroce (Pedicroce en corso) es una comuna  y población de Francia, situada en el departamento de Alta Córcega en la región de Córcega.

## Demografía
| 192                        | 212 | 172 | 164 | 91 | 117 |
| (Fuente: [cita requerida]) |     |     |     |    |     |

(Población sans doubles comptes según la metodología del INSEE).

## Lugares y monumentos
- Iglesia de los San Pedro y San Pablo, de fines del siglo XVII, clasificada como monumento histórico en 1976.
- Convento de San Francisco (llamado d'Orezza), fundado en 1483 por los franciscanos, destruido en 1943 por los alemanes.
- Capilla de la cofradía de Santa Devota (siglo XVII), monumento histórico desde 1976.